# Carcharhinus obsoletus
Carcharhinus obsoletus — вид акул родини сірих акул (Carcharhinidae).

## Поширення
Описаний у 2019 році з трьох музейних зразків, що зібрані у Південно-Китайському морі біля узбережжя Борнео, В'єтнаму і Таїланду до 1934 року. Раніше вважалося, що зразки належать Carcharhinus porosus. Сучасний стан популяції Carcharhinus obsoletus невідомий.

## Опис
Молоді екземпляри мають довжину 34, 37 і 43,3 см. Оскільки дорослі екземпляри невідомі, їх розмір і максимальна довжина виду також невідомі. Мальки, що збереглися, сірі з верхньої сторони і світлі знизу. Світліша нижня сторона голови починається від верхнього краю очей і зовнішніх ніздрів і помітна на краю, якщо дивитися зверху. Перехід тонів раптовий на головці і поступовий на тулубі та хвостовій ніжці. Зяброві щілини світло-сірі, а їхні краї ще світліші. Плавці також сірі і не мають чорних або світлих плям. Перший спинний плавець сірий із більш світлим нижнім кінчиком; другий спинний плавець також сірий з трохи світлішим зовнішнім краєм. Анальний плавець трохи світліший за спинні. Хвостовий плавець сірий, кінці двох лопатей трохи темніше решти плавця. Грудні плавці сірі зі світлим зовнішнім краєм; черевні плавці сірі і світлі біля основи, очі чорнуваті, миготлива перетинка світла.
Carcharhinus obsoletus, ймовірно, відносно невеликий, тонкий вид акул. Голова широка і параболічної форми, якщо дивитися зверху . Очі відносно великі. Міждорсальний гребінь відсутній. Передні зуби на верхній щелепі трикутні, зубчасті і широкі біля основи. На нижній щелепі передні зуби вужчі і в більшості випадків мають прямі кінчики. На обох щелепах задні і бічні зуби злегка зігнуті. На верхній щелепі від 27 до 31 рядів зубів, у нижній — від 26 до 29. Перший спинний плавець трикутної форми. Починається над першою третиною грудних плавців. Другий спинний плавець трохи менший за анальний і набагато менший за перший. Їхня висота становить лише 22-31 % від висоти першого спинного плавника. Другий спинний плавник починається далеко від переднього кінця анального плавця. Анальний плавець в 1,2-1,5 рази вищий за другий спинний плавець. Carcharhinus obsoletus має від 114 до 120 хребців. Загалом Carcharhinus obsoletus схожий на борнейську акулу (Carcharhinus borneensis), але відрізняється від цього виду кількістю і морфологією зубів та деякими іншими морфологічними особливостями.